# ماریو بودیمیر
ماریو بودیمیر (انگلیسی: Mario Budimir؛ زادهٔ ۱۲ فوریهٔ ۱۹۸۶) بازیکن فوتبال اهل کرواسی است.

## آمار گلزنی
تا تاریخ ۲۹ مه ۲۰۱۹
| باشگاه         | دسته           | فصل            | لیگ  | لیگ | جام  | جام | قاره | قاره | سایر | سایر | مجموع | مجموع |
| باشگاه         | دسته           | فصل            | بازی | گل  | بازی | گل  | بازی | گل   | بازی | گل   | بازی  | گل    |
| -------------- | -------------- | -------------- | ---- | --- | ---- | --- | ---- | ---- | ---- | ---- | ----- | ----- |
| پرسپولیس       | لیگ برتر       | ۱۹–۲۰۱۸        | ۱۰   | ۱   | ۴    | ۰   | ۴    | ۱    | _    | _    | ۱۸    | ۲     |
| مجموع پرسپولیس | مجموع پرسپولیس | مجموع پرسپولیس | ۱۰   | ۱   | ۴    | ۰   | ۴    | ۱    | _    | _    | ۱۸    | ۲     |